# Altopiano Syverma
L'Altopiano Syverma (in russo Плато Сыверма?, Plato Syverma) è una vasta zona rilevata nella Russia, compresa nel territorio del Kraj di Krasnojarsk nella Siberia centro-orientale. Costituisce una parte dell'immenso sistema di alteterre conosciuto come Altopiano della Siberia Centrale; è limitato a sud dal fiume Tunguska Inferiore (che lo separa dall'Altopiano della Tunguska), a nord dall'Altopiano Putorana e a nordest dall'Altopiano del Viljuj.
È un'area prevalentemente tabulare, con quote medie intorno a qualche centinaio di metri, incisa da valli fluviali longitudinali grossolanamente parallele e piuttosto strette, drenate dai fiumi Kočečum, Tembenči, Vivi e Tutončana. 
Il clima è molto rigido: il villaggio di Tura, ai suoi margini meridionali lungo la Tunguska Inferiore, vede temperature medie che vanno dai -36 °C di gennaio ai 16 °C di luglio, con precipitazioni mai molto elevate.
Come risultato, l'intera zona è interessata dal permafrost, il suolo gelato, che comincia a ridotta profondità e raggiunge spessori che possono anche superare i 1.000 metri. La copertura vegetale prevalente nella zona è perciò la taiga, la foresta boreale di conifere; dati i lineamenti climatici, però, si tratta di una foresta piuttosto povera a causa dei suoli gelati, che cresce molto lentamente e si rinnova con difficoltà.
Sempre la estrema rigidità climatica è all'origine dello scarsissimo popolamento dell'intera zona; mancano centri urbani di rilievo, e quei pochi sono per la maggior parte situati lungo il fiume Tunguska Inferiore.